# Elżbiecin (powiat chełmski)
Elżbiecin – wieś w Polsce położona w województwie lubelskim, w powiecie chełmskim, w gminie Rejowiec.
W latach 1975–1998 miejscowość należała administracyjnie do województwa chełmskiego. 
Wieś stanowi sołectwo gminy Rejowiec. Według Narodowego Spisu Powszechnego (III 2011 r.) liczyła 19 mieszkańców i była najmniejszą miejscowością gminy Rejowiec.
Wierni Kościoła rzymskokatolickiego należą do parafii Najświętszej Maryi Panny Królowej Polski w Żulinie.